# Galleryfurniture.com Tennis Challenge 2000 - Qualificazioni doppio
Le qualificazioni del doppio  del Galleryfurniture.com Tennis Challenge 2000 sono state un torneo di tennis preliminare per accedere alla fase finale della manifestazione. I vincitori dell'ultimo turno sono entrati di diritto nel tabellone principale. In caso di ritiro di uno o più giocatori aventi diritto a questi sono subentrati i lucky loser, ossia i giocatori che hanno perso nell'ultimo turno ma che avevano una classifica più alta rispetto agli altri partecipanti che avevano comunque perso nel turno finale.
Le qualificazioni del doppio del torneo Galleryfurniture.com Tennis Challenge 2000 prevedevano 4 coppie partecipanti di cui una è entrata nel tabellone principale.

## Teste di serie
1. Michael Joyce /  Kevin Kim (ultimo turno)

1. Julián Alonso /  Hugo Armando (Qualificati)

## Qualificati
1. Julián Alonso  /   Hugo Armando

## Tabellone

### Legenda
| - Q = Qualificato - WC = Wild card - LL = Lucky loser | - ALT = Alternate - SE = Special Exempt - PR = Protected Ranking | - w/o = Walkover - r = Ritirato - d = Squalificato |

|  | Primo turno | Primo turno                          | Primo turno                          | Primo turno | Primo turno |  |  | Ultimo turno | Ultimo turno               | Ultimo turno               | Ultimo turno | Ultimo turno |  |
|  |             |                                      |                                      |             |             |  |  |              |                            |                            |              |              |  |
|  | 1           | Michael Joyce Kevin Kim              | 5                                    | 6           | 7           |  |  |              |                            |                            |              |              |  |
|  |             | Billy Pate Frank Salazar             | 7                                    | 4           | 5           |  |  | 1            | Michael Joyce Kevin Kim    | Michael Joyce Kevin Kim    | 63           | 64           |  |
|  | 2           | Julián Alonso Hugo Armando           | Julián Alonso Hugo Armando           | 6           | 6           |  |  | 2            | Julián Alonso Hugo Armando | Julián Alonso Hugo Armando | 7            | 7            |  |
|  |             | Jeff Salzenstein Mitch Sprengelmeyer | Jeff Salzenstein Mitch Sprengelmeyer | 2           | 4           |  |  |              |                            |                            |              |              |  |